# 朱巴大学
朱巴大学（英語：University of Juba），为南苏丹首都朱巴的一所公立大学。主校区位于朱巴。朱巴大学成立于1975年，以适应苏丹南部教育的需求，并于1977年招收第一批学生。
第二次苏丹内战期间(1983 - 2005)，该校迁往苏丹首都喀土穆。2011年，南苏丹独立后，朱巴大学重返朱巴。